# Gian Maria Volonté
Gian Maria Volonté (Milà, 9 d'abril de 1933 - Flórina, 6 de desembre de 1994) va ser un actor italià. És famós pels seus papers de canalla a les pel·lícules de Sergio Leone Per un grapat de dòlars (als crèdits com "Johnny Wels") i Per qualche dollaro in più.

## Biografia
Volonté va néixer a Milà, i es va graduar a Roma el 1957. Va fer una breu carrera com a actor a la televisió i al teatre (Shakespeare, Goldoni), abans de concentrar-se en la seva carrera al cinema. El seu debut cinematogràfic es va produir el 1960 amb Sotto dieci bandiere, dirigida per Duilio Coletti. Just quatre anys més tard, Volonté havia interpretat a "Ramón Rojo" a Per un grapat de dòlars (1964), i "El Indio" a Per qualche dollaro in più (1965). Les dues pel·lícules van ser dirigides pel llavors desconegut Sergio Leone, i els papers de Volonté li portarien el seu reconeixement des de les audiències americanes, si bé ja havia fer un magnífic paper com Il Capitano Le quattro giornate di Napoli (1962) sota la direcció de Nanni Loy al cinema italià.
Les seves actuacions de personatges memorables però neuròtics, juntament amb l'èxit mundial inesperat de les pel·lícules, li van donar fama internacional. Volonté ja havia interpretat comèdies, incloent-hi Un cavallo della tigre (1961), de Luigi Comencini, i havia confirmat la seva versabilitat a L'armata Brancaleone (1966).
Tanmateix, la seva dimensió principal va ser en papers dramàtics com Banditi a Milano (1968), de Carlo Lizzani, El monstre a primera plana (1972) de Marco Bellocchio,  La Classe operaia va in paradiso (1972) del seu amic Elio Petri i Il Sospetto (1975) de Francisco Maselli.
El 1968 va guanyar un Silver Ribbon com a millor actor per A ciascuno il suo, també dirigida per Elio Petri. Volonté va rebre el mateix premi per a altres dues interpretacions dirigides per Petri: Indagine su un cittadino al di sopra di ogni sospetto (1970, guanyadora d'un Oscar com a millor pel·lícula estrangera), considerat per molts com la seva millor interpretació; i a  Opera al nero  (1989). El 1983 va guanyar el Premi a la interpretació masculina al Festival Internacional de Cinema de Canes per  La morte di Mario Ricci. Quatre anys més tard, al Festival de Cinema Internacional de Berlín, va guanyar el premia al millor actor per  Il Caso Moro. El 1990 era declarat millor actor europeu per Porte aperte. El 1991, al Festival Internacional de Cinema de Venècia, guanyava un Lleó d'Or per la carrera.
Volonté també va interpretar nombrosos papers a fora d'Itàlia. Va ser un dur activista polític i conegut pels seus punts de vista d'esquerra.
Va morir d'un atac de cor el 1994 a Flórina, Grècia durant la filmació de Ulysses' Gaze, dirigida per Theo Angelópulos. El seu paper a la pel·lícula era els d'Erland Josephson. Complint amb la seva voluntat, el lloc on reposen les seves despulles és un cementiri petit a l'illa de Sardenya, La Maddalena.

## Filmografia
- L'Atlantide (1961)
- Le quattro giornate di Napoli (1962)
- Hèrcules a la conquesta de l'Atlàntida (1961)
- Per un grapat de dòlars (Per un pugno di dollari) (1964) (als crèdits surt com "Johnny Wels")
- Per qualche dollaro in più (1965)
- L'armata Brancaleone (1966)
- Jo sóc la revolució (Quien sabe?) (1966)
- Faccia a faccia (1967)
- A ciascuno il suo (1967)
- El cercle vermell (Le Cercle rouge) (1970)
- Indagine su un cittadino al di sopra di ogni sospetto (1970)
- Sacco e Vanzetti (1971)
- El monstre a primera plana (Sbatti il mostro in prima pagina) (1972)
- La Classe operaia va in paradiso (1972)
- Il Caso Mattei, 1972)
- Lucky Luciano (1973)
- L'atemptat (L'attentat)  (1972)
- Giordano Bruno (1973)
- La sospita (1975)
- Todo modo (1976)
- Cristo si è fermato a Eboli (1979)
- Operación Ogro (1979)
- La mort de Mario Ricci (1983)
- Il caso Moro (1986)
- Crònica d'una mort anunciada (Cronaca di una morte annunciata) (1987)
- Un ragazzo di Calabria (1987)
- L'Oeuvre au noir (1988)
- Funes, un gran amor (1993)